# فان یونچیه
فان یونچیه (انگلیسی: Fan Yunjie؛ زادهٔ ۲۹ آوریل ۱۹۷۲) بازیکن فوتبال زن اهل چین بود.